# Bourgogne-mousseux
Le bourgogne mousseux est un vin effervescent rouge d'appellation d'origine contrôlée produit dans les départements de l'Yonne, de la Côte-d'Or, de Saône-et-Loire et du Rhône.
Il s'agit d'une AOC régionale, elle est donc commune à tout le vignoble de Bourgogne et du Beaujolais. La production est devenue anecdotique.

## Histoire
C'est au début du XIXe siècle que des négociants en vin et des producteurs de Bourgogne s'intéressent à l’élaboration de vins mousseux. Les deux principaux artisans de cette création sont Joseph-Jules Lausseure (à Nuits-Saint-Georges) et François-Basile Hubert, à Chalon-sur-Saône.
En 1939, les producteurs de vins mousseux se regroupent au sein d’un syndicat et obtiennent, par le décret du 16 mars 1943, la reconnaissance de l’appellation d’origine contrôlée « bourgogne mousseux ». Le décret donne cette appellation d’origine contrôlée aux vins blancs, rouges et rosés produits par seconde fermentation en bouteille.
À partir des années 1960, les producteurs souhaitent promouvoir des vins mousseux de qualité. Règles et méthodes mises en place  aboutissent à la reconnaissance de l’appellation d’origine contrôlée « crémant de Bourgogne », par le décret de 1975, pour les vins blancs ou rosés. La conséquence est qu'à partir du 31 décembre 1985, l’appellation d’origine contrôlée « bourgogne mousseux » est réservée aux seuls vins rouges. Aujourd'hui[Quand ?], une douzaine d'élaborateurs revendiquent l'appellation Bourgogne mousseux.
Le cahier des charges a été modifié en novembre 2011.

## Vignoble
L'aire d'appellation s'étend sur les départements de l'Yonne (54 communes), de la Côte-d'Or (91 communes), de la Saône-et-Loire (154 communes) et du Rhône (85 communes). Elle regroupe un ensemble de vignobles, plus ou moins disjoints, qui s'étale sur environ 250 kilomètres, du nord au sud. Son aire d'appellation est la même que les autres appellations régionales que sont le bourgogne, le coteaux-bourguignons, le bourgogne-passe-tout-grains et le crémant de Bourgogne.
Selon le service des Douanes, la superficie revendiquée en 2022 sous l'appellation est de seulement un hectare, deux ares et 79 ca. En 2023, la production était trop anecdotique pour être publiable.

### Géologie
Le vignoble de Bourgogne est généralement argilo-calcaire.

### Climatologie
Le climat semi-continental du vignoble subit par le sud les influences de la Méditerranée, et par l’ouest celles de l’Atlantique.

### Encépagement
Selon le cahier des charges, sont autorisés comme cépages principaux le gamay N et le pinot noir N, ainsi que pour le seul département de l’Yonne, le césar N ; les cépages accessoires (limités à 10 % de l'encépagement) sont l'aligoté B, le chardonnay B, le gamay de Bouze N, le gamay de Chaudenay N, le melon B, le pinot blanc B et le pinot gris G.

### Rendements
Le rendement est limité par le cahier des charges de l'appellation à un maximum de 64 hectolitres par hectare. Chaque année, ce rendement maximum peut être modifié à la hausse ou à la baisse par un arrêté du ministère de l'Agriculture, dans la limite des rendements butoirs de l'appellation, fixés à 69 hl/ha.

## Vins
C'est un vin effervescent rouge.

### Méthodes
Les vins sont exclusivement élaborés par seconde fermentation en bouteilles de verre. Le tirage en bouteilles dans lesquelles s’effectue la prise de mousse est réalisé à partir du 1er décembre qui suit la récolte. La durée de conservation en bouteilles sur lies ne peut être inférieure à neuf mois.

### Commercialisation
Le bourgogne mousseux représente une production très faible à la différence de l'appellation crémant de Bourgogne, puisqu'elle représente[Quand ?] moins de 100 000 bouteilles par année.